# Ред Стар (футбольний клуб, Сейшельські острови)
Футбольний клуб «Ред Стар» (Ансе-о-Пінс) або просто «Ред Стар» (англ. Red Star Football Club Anse-aux-Pins) — сейшельський футбольний клуб з міста Ансе-о-Пінс.

## Історія
Клуб був заснований в 1993 році разом з командою Сен-Мішель Юнайтед, так як обидва футбольні клуби розташовані в місті Ансе-о-Пінс. У своєму першому сезоні серед еліти, Ред Стар поступився чемпіонським титулом за різницею м'ячів «Сент-Льюісу». У наступному році перша перемога клубу в національному кубку супроводжувався черговим призовим місцем в лізі. У 1998 році, через п'ять років після його створення, Червона зірка здобула титул переможця чемпіонату Сейшельських островів, а також у 2001 році, коли клуб повторив своє досягнення, але після 2007 року клуб вже не зміг виступати на попередньому рівні і вилетів до Другого дивізіону.
Оскільки протягом певного часу клуб був одним з найкращих в національному чемпіонаті, то він мав декілька можливостей виступати на континентальних змагаггях. На цьому рівні клуб дебютував у 1996 році у Кубку володарів кубків КАФ, де сейшельський клуб поступився вже у першому раунді розіграшу турніру представнику Реюньйону «СС Сен-Луіс'єн». У наступному році, клуб мав два суперники, які відмовилися від участі в турнірі, тож у третьому раунді клуб знову зустрівся з представником Реюньйону «СС Сен-Луіс'єн». Обидва клуби зустрілися втретє поспіль в першому раунді 1999 року Ліги чемпіонів КАФ, в якому черговий раз переміг представник Реюньйону. У 2000 році виступи клубу припинилися вже у першому раунді, після поразки у серії післяматчевих пенальті від представника Мадагаскару ФК «Дживан». Востаннє клуб виступав у Лізі чемпіонів КАФ у 2002 році, коли «Ред Стар» у першому раунді поступився представнику Танзанії СК «Сімба». Остання поява клубу на континентальних турнірах відбулася в 2005 році на Кубку конфедерації, де клуб з сухим рахунком поступився південноафриканському Суперспорт Юнайтед.

## Досягнення
- Перший дивізіон
  -  Чемпіон (2): 1998, 2001
  -  Срібний призер (2): 1994, 1999 та 2000
  -  Бронзовий призер (2): 2002, 2004

- Кубок Сейшельських Островів
  -  Володар (4): 1995, 1996, 1999, 2004
  -  Фіналіст (3): 2000, 2002, 2006

- Кубок Президента Сейшельських островів
  -  Володар (4): 1994, 1995, 1999, 2004

- Кубок Ліги Сейшельських островів
  -  Володар (2): 2005, 2006

## Статистика виступів на континентальних турнірах
| Сезон | Турнір                     | Раунд      | Клуб               | Вдома | На виїзді | Загалом        |
| ----- | -------------------------- | ---------- | ------------------ | ----- | --------- | -------------- |
| 1996  | Кубок володарів кубків КАФ | Попередній | СС Сен-Луіс'єн     | 0-0   | 1-2       | 1-2            |
| 1997  | Кубок володарів кубків КАФ | Попередній | Клуб С Намакія     | т.п.1 | т.п.1     | т.п.1          |
| 1997  | Кубок володарів кубків КАФ | 1          | Машакене           | т.п.2 | т.п.2     | т.п.2          |
| 1997  | Кубок володарів кубків КАФ | 2          | СС Сен-Луіс'єн     | 0-2   | 0-3       | 0-5            |
| 1999  | Ліга чемпіонів КАФ         | Попередній | СС Сен-Луіс'єн     | 0-4   | 0-2       | 0-6            |
| 2000  | Кубок володарів кубків КАФ | Попередній | Дживан             | 0-0   | 0-0       | 0-0 (0-2 пен.) |
| 2002  | Ліга чемпіонів КАФ         | Попередній | Сімба              | 0-1   | 0-3       | 0-4            |
| 2005  | Кубок конфедерації КАФ     | Попередній | Саванне            | 4-0   | 0-2       | 4-2            |
| 2005  | Кубок конфедерації КАФ     | 1          | Суперспорт Юнайтед | 1-4   | 0-9       | 1-13           |

1- Клуб С Намакія покинув турнір.

2- Машакене покинув турнір.